# Colosos de Tutankamón

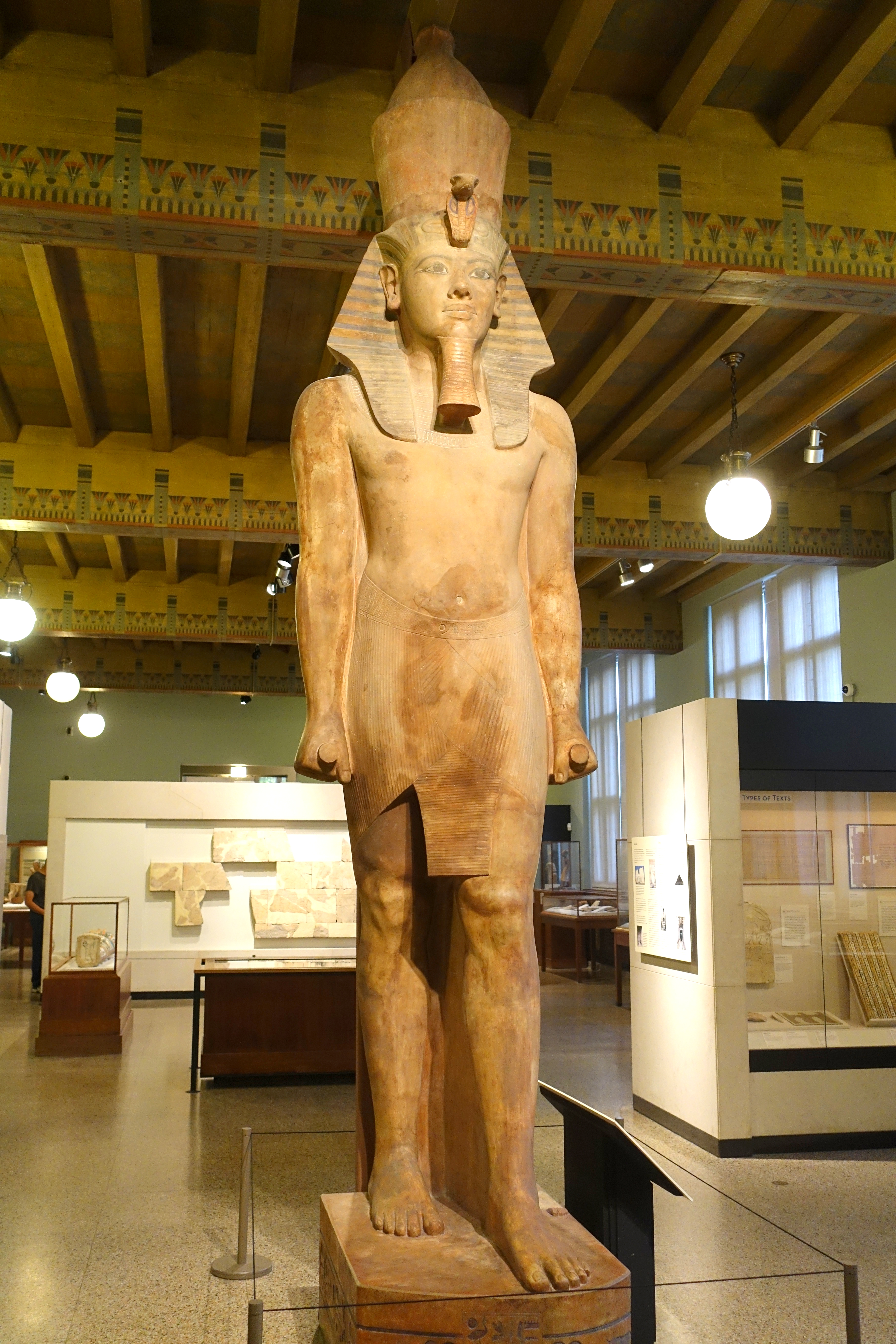
La estatua del museo del Instituto Oriental de Chicago.

Las dos estatuas colosales del faraón Tutankamón son de los escasos vestigios conservados de su templo funerario hoy casi totalmente desaparecido. Se ubicaba en Medinet Habu, no lejos de Tebas en Egipto, sobre el margen oeste de Nilo, frente a la ciudad moderna de Luxor.

## El templo funerario de Tutankamón
Un templo funerario había sido erigido por Tutankamón (1336/35-1327 a. C.) en Medinet Habu, aunque la construcción probablemente se inició con su predecesor poco conocido, la reina Ank-Keperura que reinó apenas un año. Después de la muerte de Tutankamón, su templo fue a su vez usurpado por Ay (1327-1323 a. C.) y después reformado por Horemheb (1323-1295 a. C.) que le sucedió a los pocos años. El sitio actual está en ruinas y los rastros de las construcciones anteriores son muy poco visibles, en parte cubiertas por el templo de Ramsés III.
En 1924, el Instituto oriental de Chicago, creado en 1919 y financiado por John D. Rockefeller, se instaló en Luxor. En 1930, bajo la dirección de James Henry Breasted y U. Holscher, se realizaron excavaciones en Medinet Habu. El Instituto descubrió dos colosos en cuarcita amarilla, uno remitido a Chicago, donde sus brazos y piernas ausentes fueron restaurados. La otra estatua idéntica, en peor estado, rota e incompleta, fue entregada al Museo de El Cairo. Las estatuas, usurpadas por Ay y después por Horemheb, aún muestran el rastro del cartucho de Tutankamón, martillado bajo los de sus sucesores. Estas dos estatuas monumentales de cinco a seis metros de altura flanqueaban la puerta de la primera sala hipóstila del primer templo funerario.

## Descripción de las estatuas colosales

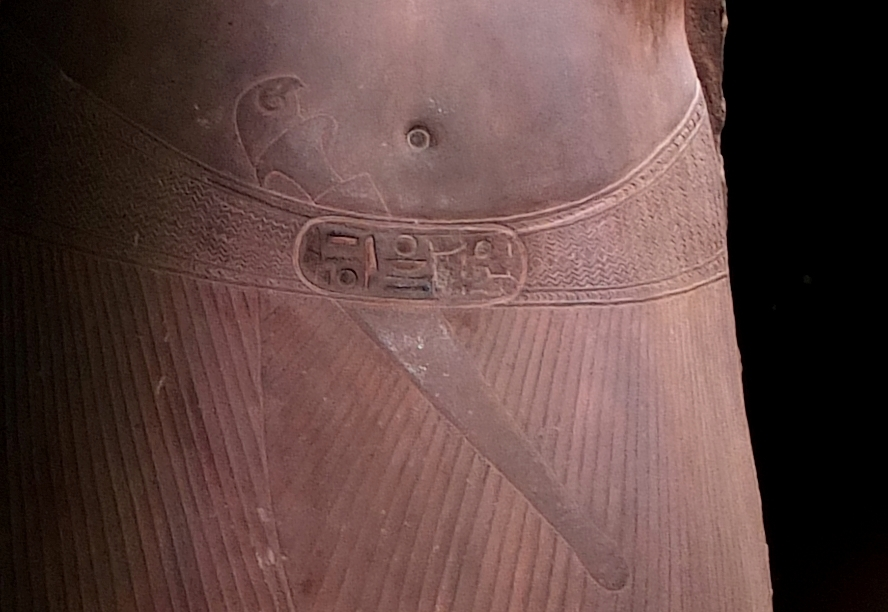
Detalle: el cartucho usurpado por Horemheb. Estatua del Museo de El Cairo.

Estas estatuas en bulto redondo siguen el estilo fijo estereotipado de las realizaciones egipcias durante milenios. En una posición hierática, el faraón con la barba postiza mira al frente, los brazos a lo largo del cuerpo, las manos cerradas sobre un objeto, bastón o rollo de papiro, faldellín corto ceremonial, pies desnudos y la pierna izquierda adelantada. Un pilar, invisible de frente, sostiene la estatua en la parte posterior y lleva grabado un texto en dos columnas.
En cuarcita rosada, un material noble, el trabajo es de gran calidad. El faraón porta el psent sobre el pañuelo nemes, el ureo sobre la frente. Con el ancho collar pectoral sobre el pecho, viste solo el también ceremonial shenti. Una daga con puño en forma de halcón está remetido en su cinturón donde la hebilla lleva el cartucho con el nombre del faraón. La altura original de las estatuas era de unos seis metros, una peculiaridad es la presencia aun de pintura azul (rayas del pañuelo), roja (labios), amarilla (rayas del pañuelo) y negra (contorno de los ojos y pupilas) todavía visible en la cara y tocado.
El rostro de las estatuas es joven, a semejanza de las demás representaciones de Tutankamón conocidas. El estilo presenta algunas reminiscencias del periodo amarniano: ojos almendrados, boca carnosa y el vientre levemente prominente.

## La estatua del Instituto Oriental de Chicago
La estatua de Chicago, dispuesta al norte, ha sido objeto de restauración: los brazos y las piernas fueron restituidas en el estilo clásico, plantadas sobre un pedestal, inspirado en los fragmentos del original conservados en el Museo de El Cairo (YO 60134), que llevan dos cartuchos de Horemheb. Se puede apreciar a la izquierda del rey el rastro de unos pequeños pies que podrían indicar la presencia originalmente de una estatua menor de Ankesenamón, la esposa de Tutankamón.

## La estatua del Museo de El Cairo
Despejada en 1933, la estatua, dispuesta al sur, está incompleta y tiene la cara dañada. No ha sido sometida a restauraciones y solo mide tres metros. La estatua de El Cairo formó parte de los objetos de la exposición itinerante sobre Tutankamón en memoria «del centenario» del descubrimiento de su tumba de 2018 a 2022, que comenzó en Los Ángeles, después estuvo en París en 2019 y luego a Londres, Washington, Seúl, Sídney, Filadelfia, Chicago, Tokio y Osaka. 